# Оделл, Том
Том Питер Оделл (англ. Tom Peter Odell; род. 24 ноября 1990, Чичестер) — английский певец и автор песен. В 2012 году он выпустил свой дебютный альбом Song from Another Love. В начале 2013 года он получил премию "Выбор британских критиков". Дебютный студийный альбом Тома Long Way Down был выпущен 24 июня 2013 года. Три года спустя, 10 июня 2016 года, вышел его следующий студийный альбом Wrong Crowd. За ним последовало несколько других альбомов.

## Ранние годы
Родился в городе Чичестер, Западный Суссекс, в семье пилота и учительницы младших классов. У него есть старшая сестра. Из-за работы отца часть детства провёл в Новой Зеландии. Учился в платном колледже Seaford College, где познакомился с другом и коллегой Яном Миллером. Изучал классическое фортепиано с 7 класса. Начал писать песни в 13 лет, но никому о них не рассказывал, потому что боялся, что люди не оценят его увлечений.
В 18 лет отказался от планов поступать в Йоркский университет и попытался поступить в музыкальный колледж в Ливерпуле. Когда эти усилия не увенчались успехом, он переехал в Брайтон набираться опыта живых выступлений. Через год он вернулся в Чичестер после увольнения с работы и, используя автомобиль бабушки, он регулярно ездил в Лондон, чтобы играть на концертах и размещать рекламу в музыкальных школах. Он учился в British and Irish Modern Music Institute (BIMM) в Брайтоне.
До переезда в Лондон в 2010 году играл в составе группы Tom and the Tides. Затем он решил стать сольным артистом, потому что «не хотел полагаться на других людей».

## Карьера

### 2012—2013: начало карьеры и альбомLong Way Down
Подписал контракт с лейблом In the Name Of. Его нашла руководитель этого лейбла, известная певица Лили Аллен, которая сказала, что «его энергетика на сцене напомнила мне Дэвида Боуи». В октябре 2012 год Том выпустил свой дебютный мини-альбом Songs from Another Love, его премьера на телевидении состоялась в ноябре 2012 года. В январе 2013 года певец был объявлен одним из 15 номинантов Sound of 2013.
В этом же месяце его сингл «Another Love» был использован вещательной компанией BBC в рекламных роликах. Музыка Оделла многократно использовалась на модных показах Burberry. В феврале 2013 года на премии Brit Awards — 2013 Том Оделл стал победителем в номинации Brits Critics' Choice Award 2013. 22-летний парень не только смог обойти сильных конкурентов, но и стал первым мужчиной-победителем за всю историю существования премии. В разные годы награду Brits Critics' Choice Award получали Адель, Florence + The Machine, Элли Голдинг и Эмели Санде, которая как победитель предыдущих лет взяла у него интервью во время церемонии.
24 июня 2013 года вышел дебютный альбом певца Long Way Down. В поддержку этого альбома певец отправился в большой концертный тур по городам стран Европы и США.
13 июля 2013 года Том Оделл должен был выступать на разогреве на концерте группы The Rolling Stones в лондонском Гайд-парке, но выступление не состоялось из-за проблем артиста со здоровьем.

### 2014—2015: получение широкого признания

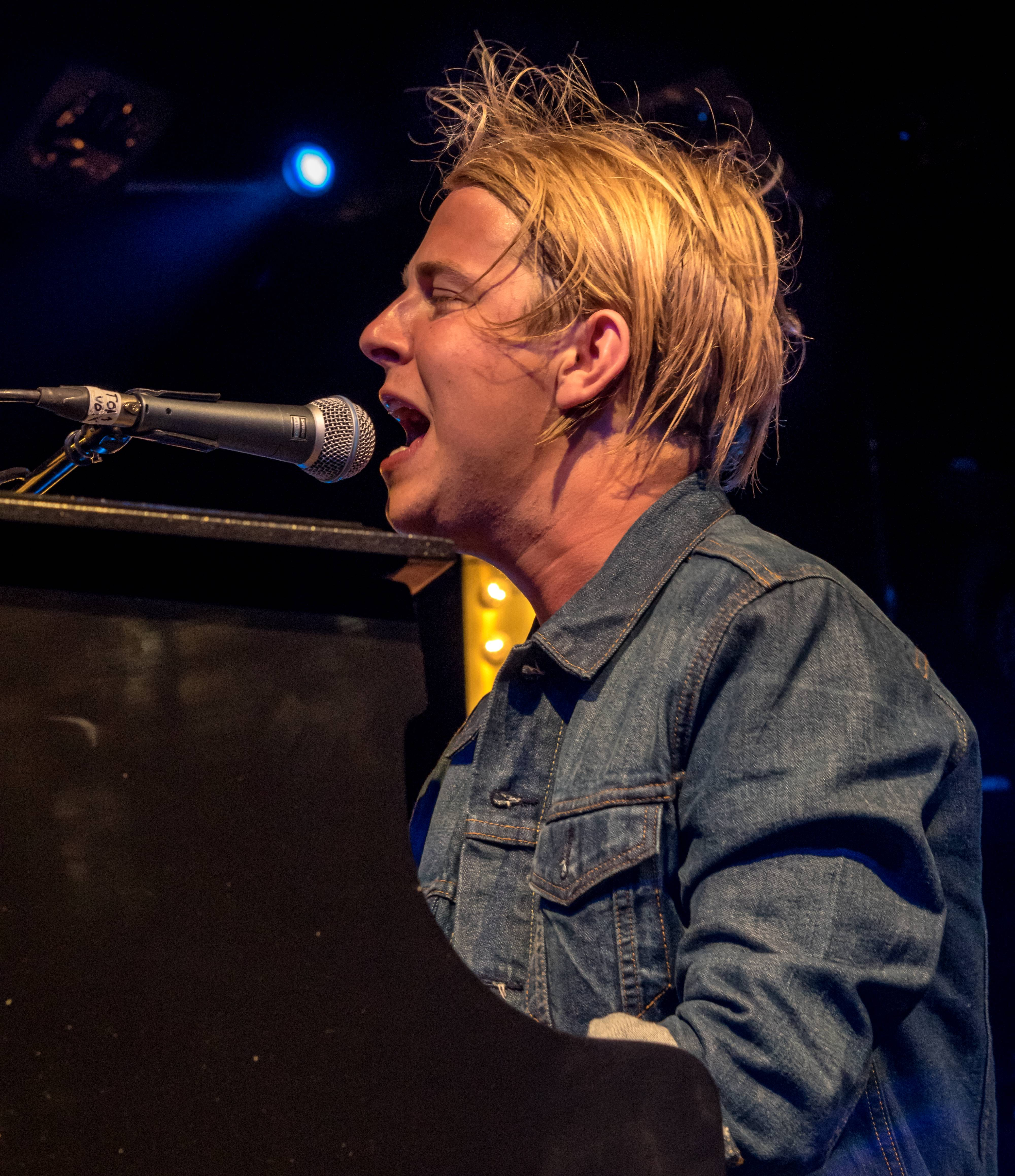
Том Оделл на фестивале Zelt Musik Festival 2015, Фрайбург, Германия

7 февраля 2014 года в Plymouth Pavilions Том Оделл исполнил свою новую песню (первую с момента выхода альбома Long Way Down) под названием «Alex». Шоу стало началом последнего этапа его тура Long Way Down по Великобритании.
Певец был назван «автором песен года» на церемонии вручения премии Айвора Новелло 2014. Песня «Can’t Pretend» стала саундтреком к сериалу Сотня. Композиции «Can’t Pretend» и «Long Way Down» появились в сериале Чёрный список и в фильме Виноваты звезды. Его песня «Grow Old With Me» прозвучала в эпизоде сериала Царство и в 60-секундном рекламном ролике компании Kaiser Permanente, а песня «Heal» стала саундтреком в фильме «Если я останусь», телесериалах «Морская полиция: Спецотдел», «Дневники вампира» и «Элементарно» (наряду с композицией «Another Love»).
Следующая песня певца, кавер-версия «Real Love» группы The Beatles, прозвучала в рождественской рекламе Джона Льюиса в 2014 году и принесла ему большую известность. Уже через несколько часов после того, как реклама впервые появилась в эфире, трек занял первое место в чарте распознавания музыки Shazam.

### 2016—2017: альбомWrong Crowd
В 2015 году начал работать над своим вторым студийным альбомом, исполнив позже множество новых песен на фестивале Forest Live, дав серию концертов в лесах Англии, организованных Комиссией по лесному хозяйству. 4 апреля 2016 года был выпущен сингл «Wrong Crowd» и было объявлено о готовящемся одноимённом альбоме. Кроме того, певец объявил, что отправится в турне по США и Европе.
15 апреля 2016 года был выпущен второй сингл альбома Magnetized. На следующий день Оделл сообщил, что тур будет назван The No Bad Days Tour. Он стартовал 20 апреля 2016 года в Лондоне. Целиком альбом был выпущен 10 июня 2016 года. В интервью Холли Уиллоуби и Филиппу Шофилду в программе This Morning Том рассказал, что в некоторых странах за пределами Великобритании зрители неправильно поняли название альбома, посчитав его оскорблением, подумав, что на самом деле это они «плохая толпа». По словам артиста, это неверное понимание названия альбома.

### 2017—2020: альбомJubilee Road
Во время своего тура No Bad Days Том Оделл рассказал, что пишет музыку для своего третьего альбома. В ноябре 2017 года он выступил на немецком фестивале New Fall, который проходит в Дюссельдорфе и Штутгарте. Там он объявил, что работа над альбомом завершена, а в ближайшее время выйдет первый сингл альбома. 20 декабря 2017 года певец объявил в интервью BBC Radio 2, что релиз альбома запланирован на середину 2018 года. 14 июня 2018 года по всему миру был выпущен первый сингл альбома «If You Wanna Love Somebody». Альбом Jubilee Road был выпущен 26 октября.

### 2021 — настоящее время: альбомыMonstersиBest Day of My Life
В феврале 2021 года был выпущен сингл «Numb» (первый из 4 альбома певца). 27 февраля 2021 года в интервью журналу The Gentleman’s Том Оделл рассказал, что четвёртый студийный альбом будет называться Monsters. Он пояснил, что альбом будет содержать более мрачные электропоп тона, а сами песни были созданы под влиянием творчества таких артистов, как XXXTentacion, Дрейк и Трэвис Скотт. Второй сингл «Monster v.1» был выпущен в марте 2021 года. Пластинка затрагивает тяжелые темы и переживания, которые артист пережил во время «лихорадочного периода» своей жизни, включающего в себя борьбу с тревогой и паническими атаками. Альбом был выпущен 9 июля 2021 года.
8 сентября 2022 года Оделл объявил о работе над выпуском своего пятого студийного альбома Best Day of My Life, релиз которого был запланирован на 28 октября 2022 года. Выпуску альбома предшествовали синглы «Best Day of My Life», «Sad Anymore», «Flying» и «Smiling All the Way Back Home».

## Активизм
В июле 2020 года Том Оделл подписал открытое письмо в адрес министра по вопросам равенства Великобритании Лиз Трасс, призывающее запретить любые формы конверсионной терапии для представителей ЛГБТК+ сообщества.
Во время вторжения России на Украину выразил свою поддержку Украине, исполнив песню Another Love на вокзале перед беженцами в Бухаресте. Некоторые СМИ, такие как The Telegraph, считают, что песня стала неофициальным гимном Украины.

## Влияние
Оделл вырос, слушая Элтона Джона. Одним из первых альбомов, которые он слушал, был Goodbye Yellow Brick Road (1973). Том также отмечает, что на него повлияли Дэвид Боуи, Джефф Бакли, Боб Дилан, Артур Расселл, Леонард Коэн, Леон Расселл, Билли Джоэл, Рэнди Ньюман, Том Уэйтс, Сиксто Родригес и Брюс Спринстин. Том является фанатом Arcade Fire, Джеймса Блейка, Cat Power, Blur, Beach House, Radiohead и Бена Фолдса.

## Личная жизнь
Оделл женился на модели Джорджи Сомервилл в ноябре 2023 года.

## Дискография

### Студийные альбомы
| Название                                                                                 | Детали                                                           | Высшие позиции в чартах | Высшие позиции в чартах | Высшие позиции в чартах | Высшие позиции в чартах | Высшие позиции в чартах | Высшие позиции в чартах | Высшие позиции в чартах | Высшие позиции в чартах | Высшие позиции в чартах | Высшие позиции в чартах | Сертификации                                                            |
| Название                                                                                 | Детали                                                           | UK                      | AUS                     | AUT                     | BEL                     | GER                     | IRE                     | NL                      | NZ                      | POL                     | SWI                     | Сертификации                                                            |
| ---------------------------------------------------------------------------------------- | ---------------------------------------------------------------- | ----------------------- | ----------------------- | ----------------------- | ----------------------- | ----------------------- | ----------------------- | ----------------------- | ----------------------- | ----------------------- | ----------------------- | ----------------------------------------------------------------------- |
| Long Way Down                                                                            | - Резлиз: 24 июня 2013 - Лейбл: Columbia - Формат: CD, DL        | 1                       | 66                      | 48                      | 5                       | 17                      | 5                       | 1                       | 39                      | 31                      | 2                       | - BPI: платиновый - BVMI: золотой - NVPI: платиновый - ZPAV: платиновый |
| Wrong Crowd                                                                              | - Резлиз: 10 июня 2016 - Лейбл: Columbia - Формат: CD, DL, LP    | 2                       | 29                      | 35                      | 13                      | 16                      | 6                       | 9                       | —                       | 15                      | 2                       | - BPI: золотой                                                          |
| Jubilee Road                                                                             | - Релиз: 26 октября 2018 - Лейбл: Columbia - Формат: CD, DL, LP  | 5                       | —                       | 53                      | 56                      | 66                      | 27                      | 30                      | —                       | 44                      | 20                      |                                                                         |
| Monsters                                                                                 | - Релиз: 9 июля 2021 - Лейбл: Columbia - Формат: CD, DL, LP      | 4                       | —                       | —                       | 195                     | —                       | 35                      | —                       | —                       | —                       | 43                      |                                                                         |
| Best Day of My Life                                                                      | - Релиз: 28 октября 2022 - Лейбл: UROK, Mtheory - Формат: CD, DL | 7                       | —                       | —                       | 185                     | —                       | —                       | —                       | —                       | —                       | 29                      |                                                                         |
| Black Friday                                                                             | - Релиз: 26.01.2024 - Лейбл: UROK - Формат: CD, DL, LP           |                         |                         |                         |                         |                         |                         |                         |                         |                         |                         |                                                                         |
| A Wonderful Life                                                                         | - Релиз: 5.09.2025 - Лейбл: UROK - Формат: CD, DL, LP            |                         |                         |                         |                         |                         |                         |                         |                         |                         |                         |                                                                         |
| «—» обозначает запись, которая не попала в чарты или не была выпущена на этой территории |                                                                  |                         |                         |                         |                         |                         |                         |                         |                         |                         |                         |                                                                         |

### Синглы
| «Another Love»                                                                           | 2012 | 10 | 21 | 2 | 1  | 11  | 9 | 10 | 6  | 4  | 14 | - BPI: 4× платиновый - BEA: платиновый - BVMI: 5× платиновый - IFPI AUT: золотой - IFPI SWI: платиновый - NVPI: золотой | Long Way Down                      |
| «Can’t Pretend»                                                                          | 2013 | 67 | —  | — | 52 | 200 | — | —  | —  | —  | —  | - BPI: серебряный | Long Way Down                      |
| «Hold Me»                                                                                | 2013 | 44 | —  | — | —  | —   | — | —  | —  | —  | —  | | Long Way Down                      |
| «Grow Old with Me»                                                                       | 2013 | 46 | —  | — | 53 | —   | — | —  | —  | —  | —  | - BPI: серебряный | Long Way Down                      |
| «I Know»                                                                                 | 2013 | 92 | —  | — | 70 | —   | — | —  | —  | —  | —  | | Long Way Down                      |
| «Real Love»                                                                              | 2014 | 7  | —  | — | 71 | —   | — | 16 | 83 | —  | —  | - BPI: серебряный | Spending All My Christmas With You |
| «Wrong Crowd»                                                                            | 2016 | —  | —  | — | —  | —   | — | —  | —  | —  | —  | | Wrong Crowd                        |
| «Magnetised»                                                                             | 2016 | 40 | —  | — | 51 | 157 | — | 62 | —  | 73 | —  | - BPI: серебряный | Wrong Crowd                        |
| «Here I Am»                                                                              | 2016 | —  | —  | — | 58 | —   | — | —  | —  | —  | —  | | Wrong Crowd                        |
| «Concrete»                                                                               | 2016 | —  | —  | — | —  | —   | — | —  | —  | —  | —  | | Wrong Crowd                        |
| «True Colours»                                                                           | 2016 | —  | —  | — | —  | —   | — | —  | —  | —  | —  | | Сингл вне альбома                  |
| «Silhouette»                                                                             | 2016 | —  | —  | — | —  | —   | — | —  | —  | —  | —  | | Wrong Crowd                        |
| «Jealousy»                                                                               | 2017 | —  | —  | — | —  | —   | — | —  | —  | —  | —  | | Wrong Crowd                        |
| «If You Wanna Love Somebody»                                                             | 2018 | —  | —  | — | —  | —   | — | —  | —  | —  | —  | | Jubilee Road                       |
| «Half as Good as You» (ft Элис Мертон)                                                   | 2018 | —  | —  | — | —  | —   | — | —  | —  | —  | —  | | Jubilee Road                       |
| «Go Tell Her Now»                                                                        | 2019 | —  | —  | — | —  | —   | — | —  | —  | —  | —  | | Jubilee Road                       |
| «Numb»                                                                                   | 2021 | —  | —  | — | —  | —   | — | —  | —  | —  | —  | | Monsters                           |
| «Monster»                                                                                | 2021 | —  | —  | — | —  | —   | — | —  | —  | —  | —  | | Monsters                           |
| «Money»                                                                                  | 2021 | —  | —  | — | —  | —   | — | —  | —  | —  | —  | | Monsters                           |
| «Lose You Again»                                                                         | 2021 | —  | —  | — | —  | —   | — | —  | —  | —  | —  | | Monsters                           |
| «Best Day of My Life»                                                                    | 2022 | —  | —  | — | —  | —   | — | —  | —  | —  | —  | | Best Day of My Life                |
| «Sad Anymore»                                                                            | 2022 | —  | —  | — | —  | —   | — | —  | —  | —  | —  | | Best Day of My Life                |
| «Flying»                                                                                 | 2022 | —  | —  | — | —  | —   | — | —  | —  | —  | —  | | Best Day of My Life                |
| «Smiling All the Way Back to Home»                                                       | 2022 | —  | —  | — | —  | —   | — | —  | —  | —  | —  | | Best Day of My Life                |
| «Butterflies» (featuring AURORA)                                                         | 2023 | —  | —  | — | —  | —   | — | —  | —  | —  | —  | | TBA                                |
| «—» обозначает запись, которая не попала в чарты или не была выпущена на этой территории |      |    |    |   |    |     |   |    |    |    |    | |                                    |